# Lundby, Vordingborg
Lundby är en ort på Själland i Danmark.   Den ligger i Vordingborgs kommun och Region Själland, i den sydöstra delen av landet, 80 km sydväst om Köpenhamn. Lundby ligger 16 meter över havet och antalet invånare är 816. Närmaste större samhälle är Vordingborg, 11 km söder om Lundby. Trakten runt Lundby består till största delen av jordbruksmark.